# Chevez Goodwin
Chevez Brandford Goodwin (n. Columbia (Carolina del Sur)); 27 de febrero de 1998) es un jugador de baloncesto con nacionalidad estadounidense. Con 2,06 metros de altura juega en la posición de ala-pívot. Actualmente se encuentra sin equipo.

## Trayectoria
Es un jugador natural de Columbia (Carolina del Sur), formado en la A.C. Flora High School y en la Hammond School de su ciudad natal, antes de ingresar en 2016 en el College of Charleston para jugar la temporada 2016-17 con los  Charleston Cougars. Tras una temporada en blanco, en 2018 ingresa en el Wofford College, situado en Spartanburg, Carolina del Sur, donde jugaría dos temporadas la NCAA con los Wofford Terriers desde 2018 a 2020. 
En 2020, ingresa en la Universidad del Sur de California, situada en la ciudad de Los Ángeles, California, donde jugaría dos temporadas la NCAA con los USC Trojans desde 2020 a 2022. 
Tras no ser drafteado en 2022, el 3 de agosto de 2022, firma con Aris BC de la A1 Ethniki.
En la temporada 2023-24, firma por el Rostock Seawolves de la Basketball Bundesliga, con el que promedia 12,4 puntos, 6,4 rebotes y 14,6 de valoración en los minutos jugados de media por partido.
El 6 de diciembre de 2024, firma por el Força Lleida de la Liga Endesa. El 12 de febrero de 2025 el Lleida rescinde su contrato.